# روميان (مقاطعة تشرداول)
روميان (بالفارسية: رومیان) هي قرية تقع في قسم شباب الريفي (مقاطعة تشرداول) في إيران.